# Renate Forstner
Renate Forstner (* 5. März 1977) ist eine deutsche Triathletin und Skilangläuferin. Sie ist mehrfache Deutsche Meisterin im Wintertriathlon (2012, 2013 und 2014).

## Werdegang
Renate Forstner startet im Triathlon vorwiegend bei Bewerben über die olympische Distanz (1,5 km Schwimmen, 40 km Radfahren und 10 km Laufen). Sie gewann 2001 die Bayerische Meisterschaft Triathlon und startet heute für das BaderMainzl Tri-Team des TSV 1860 Rosenheim.
2010 konnte sie zum dritten Mal in Folge den Krems Triathlon über die olympische Distanz gewinnen.
Im Skilanglauf nimmt sie an Skimarathonrennen teil. Dabei wurde sie im Februar 2018 Neunte beim Gsieser-Tal-Lauf und im März 2018 Erste beim Ganghoferlauf in Leutasch über 44 km klassisch.

### Deutsche Meisterin Wintertriathlon 2012, 2013 und 2014
Im Februar 2014 holte sie sich in Oberstaufen ihren dritten Titel in Folge bei der Deutschen Meisterschaft Wintertriathlon.
2016 wurde sie im österreichischen Zeltweg Neunte bei der Weltmeisterschaft Wintertriathlon.
Im Juni 2017 konnte sie beim Triathlon in Erding die bayerische Altersklassen-Meisterschaft auf der olympischen Distanz für sich entscheiden und im Juli entschied die damals 40-Jährige den Alpen-Triathlon in Schliersee bei der 30. Austragung zum zweiten Mal nach 2014 für sich.
Im Juni 2021 startete sie in Österreich bei der Europameisterschaft Aquathlon und belegte den 22. Rang.

### Europameisterin 2022
Bei der Europameisterschaft in München 2022 erzielte sie im Sprint-Triathlon der Altersklasse 45 mit einer Zeit von 1:11:03 den ersten Platz vor der Niederländerin Sione Jongstra.

## Sportliche Erfolge
| Datum/Jahr    | Rang | Wettbewerb                                    | Austragungsort  | Zeit        | Bemerkung |
| ------------- | ---- | --------------------------------------------- | --------------- | ----------- | --- |
| 21. Juli 2019 | 2    | Alpen-Triathlon                               | Schliersee      | 02:40:05    | [ 5 ] |
| 1. Juni 2019  | 2    | Kirchbichl-Triathlon                          | Kirchbichl      |             | |
| 22. Juli 2018 | 2    | Alpen-Triathlon                               | Schliersee      | 02:38:09,2  | |
| 24. Juni 2018 | 3    | Chiemsee Triathlon                            | Chiemsee        |             | |
| 16. Juli 2017 | 1    | Alpen-Triathlon                               | Schliersee      | 02:28:30    | Siegerin bei der 30. Austragung |
| 29. Juni 2017 | 1    | Erding-Triathlon                              | Erding          |             | Bayerischer Meisterin |
| 25. Juni 2017 | 2    | Chiemsee Triathlon                            | Chiemsee        |             | |
| 4. Juni 2017  | 1    | Kirchbichl-Triathlon                          | Kirchbichl      |             | 1,4 km Schwimmen, 38 km Radfahren und 10,4 km Laufen                                                                                          |
| 26. Juni 2016 | 4    | Chiemsee Triathlon                            | Chiemsee        | 04:25:14    | |
| 29. Mai 2016  | 2    | Ludwigsburger Citytriathlon                   | Ludwigsburg     | 02:16:41    | |
| 26. Juli 2015 | 1    | Dresden City-Triathlon                        | Dresden         | 02:26:41    | Erstaustragung des Dresden Triathlon |
| 28. Juni 2015 | 2    | Chiemsee Triathlon                            | Chiemsee        |             | |
| 9. Mai 2015   | 4    | Kalterer See Triathlon                        | Kalterer See    | 02:16:41,7  | |
| 31. Aug. 2014 | 22   | Hy-Vee Triathlon 5150                         | Des Moines      | 02:06:11    | U.S. Championships |
| 2. Aug. 2014  | 1    | Alpen-Triathlon                               | Schliersee      | 02:23:51    | |
| 26. Juli 2014 | 7    | 5150 Zurich                                   | Zürich          | 02:17:44    | European Championships |
| 29. Juni 2014 | 2    | Chiemsee Triathlon                            | Chiemsee        |             | |
| 10. Mai 2014  | 3    | Kalterer See Triathlon                        | Kalterer See    | 02:19:30,5  | auf der olympischen Distanz |
| 10. Aug. 2013 | 1    | Litschau Triathlon                            | Litschau        | 04:39       | Siegerin auf der doppelten olympischen Distanz                                                                                                |
| 30. Juni 2013 | 1    | Chiemsee Triathlon                            | Chiemsee        |             | |
| 8. Sep. 2012  | 5    | Alpen-Triathlon                               | Schliersee      | 02:25:17    | |
| 2. Sep. 2012  | 2    | Triathlon de Gérardmer                        | Gérardmer       | 02:29:08    | Zweite auf der olympischen Distanz, hinter der Französin Marion Lorblanchet                                                                   |
| 17. Juli 2011 | 3    | Trumer Triathlon                              | Obertrum am See |             | auf der Mitteldistanz bei der vierten Austragung                                                                                              |
| 9. Juli 2011  | 2    | 5150 Zürich                                   | Zürich          |             | Zweite beim Zürich-Triathlon, hinter der Schweizerin Nicola Spirig                                                                            |
| 1. Juli 2012  | 1    | Chiemsee Triathlon                            | Chiemsee        |             | auf der Mitteldistanz; Siegerin der Erstaustragung                                                                                            |
| 26. Juni 2011 | 1    | Internationales Triathlon-Meeting Innsbruck   | Innsbruck       | 01:58:40.26 | Siegerin neben Dominik Berger bei den Männern                                                                                                 |
| 12. Juni 2011 | 3    | 5150 Klagenfurt                               | Klagenfurt      |             | [ 10 ] |
| 18. Sep. 2010 | 10   | Alpen-Triathlon                               | Schliersee      | 02:25:32    | bei der Internationalen Deutschen Meisterschaft im Triathlon über die olympische Distanz (1,5 km Schwimmen, 40 km Radfahren und 10 km Laufen) |
| 15. Aug. 2010 | 3    | Embrunman                                     | Embrun          | 02:38:56,2  | Dritte auf der Kurzdistanz |
| 2010          | 1    | Krems Triathlon                               | Krems           | 01:59:55    | dritter Sieg in Folge in Krems |
| 8. Mai 2010   | 5    | Kalterer See Triathlon                        | Kalterer See    | 02:19:40    | auf der olympischen Distanz |
| 5. Juni 2009  | 1    | Triathlon International d’Obernai             | Obernai         | 02:36:43    | [ 16 ] |
| 2009          | 1    | Krems Triathlon                               | Krems           | 02:13:42    | |
| 28. Juni 2008 | 20   | ITU Triathlon Premium European Cup            | Holten          | 02:16:31    | |
| 8. Juni 2008  | 1    | Kraichgau Triathlon Festival                  | Kraichgau       | 02:19:29    | Sieg auf der Kurzdistanz (1,5 km Schwimmen, 40 km Radfahren und 10 km Laufen) vor Nicole Best                                                 |
| 17. Mai 2008  | 1    | Kalterer See Triathlon                        | Kalterer See    |             | Siegerin auf der olympischen Distanz |
| 2008          | 1    | Krems Triathlon                               | Krems           | 02:14:43    | Siegerin auf der olympischen Distanz |
| 26. Aug. 2007 | 1    | Mondsee-Triathlon                             | Mondsee         | 02:17:24    | Siegerin auf der olympischen Distanz (1,5 km Schwimmen, 40 km Radfahren und 10 km Laufen) – neben Frederic Kohl bei den Männern               |
| 11. Aug. 2006 | 3    | Brigantium Triathlon                          | Bregenz         | 02:25:35    | |
| 14. Aug. 2005 | 2    | Brigantium Triathlon                          | Bregenz         | 02:19:28    | |
| 2005          | 2    | München Triathlon                             | München         | 02:04:20    | hinter der Österreichischen Staatsmeisterin Irina Kirchler                                                                                    |
| 5. Aug. 2000  | 37   | FISU World University Triathlon Championships | Tiszaújváros    | 02:15:53    | |

| Datum/Jahr    | Rang | Wettbewerb                                 | Austragungsort | Zeit     | Bemerkung                                                                                 |
| ------------- | ---- | ------------------------------------------ | -------------- | -------- | ----------------------------------------------------------------------------------------- |
| 13. Feb. 2016 | 9    | ITU Winter Triathlon World Championships   | Zeltweg        | 01:51:32 | Wintertriathlon-Weltmeisterschaft (7,2 km Laufen, 12 km Mountainbike, 9,6 km Skilanglauf) |
| 23. Feb. 2014 | 1    | DTU Deutsche Meisterschaft Wintertriathlon | Oberstaufen    | 01:23:41 | 6 km Laufen, 12 km Mountainbikefahren und 8 km Skilanglauf                                |
| 2013          | 1    | DTU Deutsche Meisterschaft Wintertriathlon | Oberstaufen    |          |                                                                                           |
| 26. Feb. 2012 | 1    | DTU Deutsche Meisterschaft Wintertriathlon | Oberstaufen    |          |                                                                                           |
| 13. März 2011 | 1    | ITU Winter Triathlon World Cup             | Mals           | 01:49:20 | [ 20 ]                                                                                    |
| 14. März 2010 | 3    | ITU Winter Triathlon World Cup             | Mals           | 01:48:45 |                                                                                           |

| Datum/Jahr   | Rang | Wettbewerb    | Austragungsort | Zeit | Bemerkung           |
| ------------ | ---- | ------------- | -------------- | ---- | ------------------- |
| 3. März 2018 | 1    | Ganghoferlauf | Leutasch       |      | Siegerin über 44 km |

| Datum/Jahr    | Rang | Wettbewerb                           | Austragungsort | Zeit     | Bemerkung                     |
| ------------- | ---- | ------------------------------------ | -------------- | -------- | ----------------------------- |
| 24. Juni 2021 | 22   | ETU Aquathlon European Championships | Walchsee       | 00:35:25 | Europameisterschaft Aquathlon |